# (1708) Pólit
(1708) Pólit ist ein Asteroid des Hauptgürtels, der am 1. Dezember 1929 vom katalanischen Astronomen José Comas Solá in Barcelona entdeckt wurde. 
Der Asteroid ist nach dem spanischen Astronomen Isidre Pólit i Boixareu benannt.